# NANA MIZUKI LIVE SKIPPER COUNTDOWN THE DVD and more
- Nana Mizuki LIVE SKIPPER COUNTDOWN THE DVD and more

『Nana Mizuki LIVE SKIPPER COUNTDOWN THE DVD and more』（ナナ・ミズキ・ライブ・スキッパー・カウントダウン・ザ・ディーブイディー・アンド・モア）は、水樹奈々の2作目となるライブ映像作品。2004年3月3日にキングレコードから発売された。

## 概要
2003年12月31日に開催された初のカウントダウンライブ『NANA MIZUKI LIVE SKIPPER COUNTDOWN 2003-2004』より、幕張メッセ イベントホールにて、6000人を動員して行われた公演の模様を収録。
DISC-1は、同ライブを収録。DISC-2には、2003年の夏のツアー『NANA MIZUKI LIVE SENSATION 2003』から8月31日に行われた渋谷公会堂のライブ映像を中心にダイジェストとして、ツアードキュメントなどの模様を収録。なお初回盤は、特製BOXパッケージとなっている。

## 演奏会場
- 幕張メッセ イベントホール（2003年12月31日）

## 収録内容

### DISC-1
OPENING
What cheer?
keep your hands in the air
砂漠の海
White Lie
TRANSMIGRATION
MC 1
Dear to me
LOOKING ON THE MOON
宝物
through the night
still in the groove
MC 2〜COUNTDOWN〜
New Sensation
Nocturne -revision-
JET PARK
アノネ 〜まみむめ☆もがちょ〜
恋してる...
MC 3
BE READY!
PROTECTION
suddenly 〜巡り合えて〜
MC 4 encore
refrain -classico-
POWER GATE
W/encore 宝物 〜a cappella〜

### DISC-2
- NANA MIZUKI LIVE SENSATION 2003 DOCUMENT @Shibuya Public Hall with Zepp & Hall Another Side
  - TRANSMIGRATION
  - HONEY FLOWER
  - The place of happiness
  - 想い
  - おんなになあれ
  - Heaven Knows
  - 二人のMemory
  - supersonic girl
  - New Sensation
- TIME TO LIVE SKIPPER COUNTDOWN
- FOR MY TREASURE

## 演奏参加ミュージシャン
- 水樹奈々：ボーカル、ダンス

Cherry boys
- ギター
  - 渡辺格（愛称：イタルビッチ）
  - 北島健二（愛称：ケニー）
- ベース
  - 坂本竜太（愛称：りゅーたん）
- ドラム
  - 松永俊弥（愛称：まーちん）
- キーボード
  - 大平勉（愛称：トム君）

SACHI BAYASHI
- コーラス ＆ ダンス
  - SAYAKY HAYASHI
  - SACHI ISHIDA

Double BAYASHI
- コーラス ＆ ダンス
  - SAYAKY HAYASHI
  - ASUKA KITABAYASHI

Cherry girls
- サックス
  - AKIKO SASAKI
- トランペット
  - TAKAKO KASUYA
  - ASUKA OKADA
- トロンボーン
  - SACHIE KUDO
  - AZUSA TOJYO
- バックダンス
  - Cherry`s jr（TEAM YO-DA）
    - MIKA USHIROKAWA
    - MARIE TAKANO
    - RAN MIZUSAWA
    - KAZUMI MORI
    - KYOMI OHNO
    - HIROKO SATO
    - YUKA MATSUYAMA
    - SAYURI MATSUMOTO
    - MIO SHIBAYAMA
    - CHIHIRO NAGAI
    - TAMAKI IKEDA
    - MIYUKI NAKAMURA
    - TOMOMI FUKUCHI